# Mary Ludlow
Mary Maury Squires Ludlow, född 1793, död 1862, var en amerikansk skådespelare och operasångerska.
Ludlow hade en framgångsrik karriär i USA från 1796, 
Hon engagerades 1817 i Noah Ludlows teatersällskap, som uppträdde i Tennesse och Kentucky (hon gifte sig med Ludlow samma år). Från 1817 och framåt drev maken i kompanjonskap med Solomon Smith ett teatersällskap som regelbundet uppträdde i en cirkel mellan New Orleans, Natchez, St. Louis, Mobile och Huntsville: de introducerade engelskspråkig teater i Louisiana, och teater över huvud taget i Alabama och Mississippi. Hon uppträdde i makens sällskap precis som partnern Solomon Smiths fru Martha Matthews Smith (1802-1835). Mary Ludlow var en populär och uppskattad skådespelare i särskilt komiska roller. Utöver agerandet fungerade hon i praktiken som meddirektör, eftersom hon skötte den ekonomiska sidan av direktörsskapet. 